# Leroy, Texas
Leroy är en ort i McLennan County i Texas. Vid 2020 års folkräkning hade Leroy 354 invånare.